# The Lipton Cup: Introducing Sir Thomas Lipton
Pour plus de détails, voir Fiche technique et Distribution.
The Lipton Cup: Introducing Sir Thomas Lipton est un film muet américain réalisé par Lem B. Parker et sorti en 1913.

## Fiche technique
- Titre : The Lipton Cup: Introducing Sir Thomas Lipton
- Réalisation : Lem B. Parker
- Scénario : Lem B. Parker
- Producteur :  William Selig
- Société de production : Selig Polyscope Company
- Société de distribution : General Film Company
- Pays d'origine :  États-Unis
- Langue : Anglais
- Format : Noir et blanc — 35 mm — 1,33:1 — Muet
- Genre : Film dramatique, Film de sport
- Durée : 10 minutes
- Dates de sortie : 
  -  États-Unis : 20 janvier 1913
  -  Royaume-Uni : 17 avril 1913

## Distribution
- Harold Lockwood : Jack
- Kathlyn Williams : May Boardman
- Henry Otto :
- Robert Greene : le vieux grand-père
- Baby Lillian Wade : Jack enfant
- Thomas Lipton : lui-même
- Victor Kainer :
- William Hutchinson :
- William Steele :